# Daspletis placodes
Daspletis placodes là một loài ruồi trong họ Asilidae. Daspletis placodes được Londt miêu tả năm 1983. Loài này phân bố ở vùng nhiệt đới châu Phi.